# Haemescharia
Haemescharia, rod crvenih algi smješten u vlastitu porodicu Haemeschariaceae, dio reda Gigartinales. Postoje dvije priznate vrste, obje su morske.

## Vrste
1. Haemescharia hennedyi (Harvey) K.L.Vinogradova & Yacovleva
2. Haemescharia polygyna Kjellman